# 鯖江市OC課
鯖江市OC課（さばえしオーシーか）は、福井県鯖江市の民間団体による広報プロジェクト。名称の由来は、メンバー全員が「おばちゃん」であるためである。姉妹団体である鯖江市役所JK課と同様に鯖江市役所の行政組織ではなく、あくまでも市民による有志グループであり、鯖江市内在住の40代〜50代の女性がメンバーとなってまちづくり活動を行っている。

## 概要
先に発足していた広報プロジェクトである「鯖江市役所JK課」に倣い、鯖江市在住の"おばちゃん"有志で、Facebook上で募集をする形で平成26年6月より自主的に活動を開始。「JK課」とは異なり、名称は鯖江市役所ではなく鯖江市OC課である。鯖江市おばちゃん課とも呼称される。メンバーは40才代～50才代の女性を中心とする。JK課に感銘を受けた市内の女性グループが、自分たちにも何かできるとOC課の立ち上げ活動を始めたことがきっかけ。得意の井戸端会議感覚で意見を出し合う。

## 沿革
- 2014年（平成26年）6月 プロジェクト・スタート
- 2015年（平成27年）2月 道の駅「西山公園」で「OC課フェ」を開く[5]。

## 活動（例）
- 「多目的トイレの改善」を提案。
- クリスマスに開催予定の友達作りを目的とした交流会「友活」をプロデュース。